# Marcel Schwander

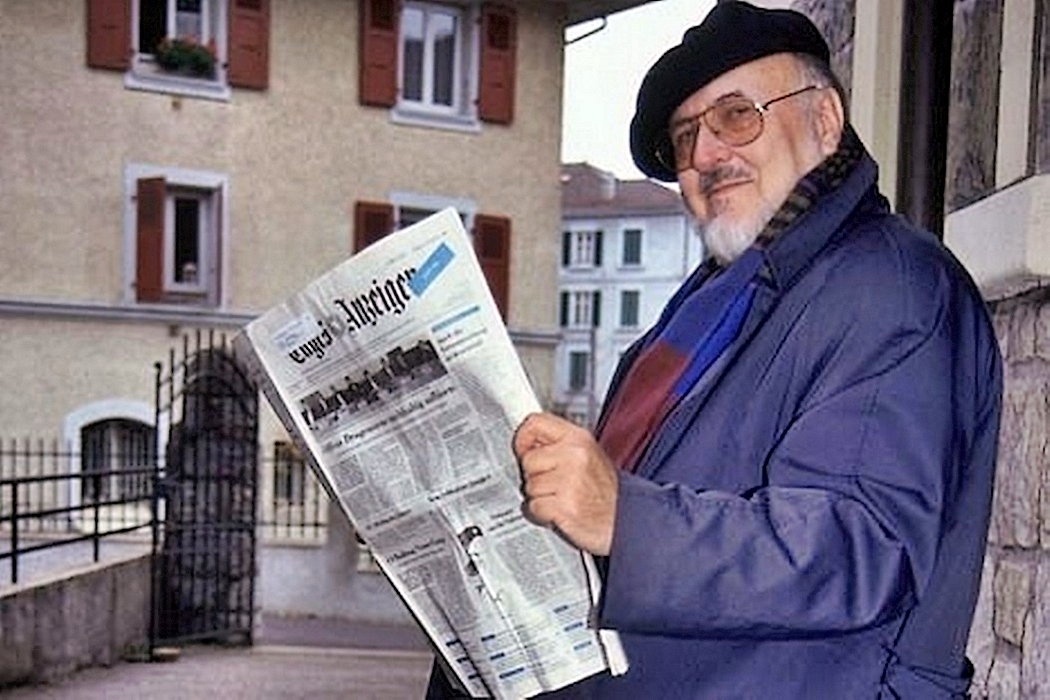

Marcel Schwander (* 30. Dezember 1929 in Netstal, Kanton Glarus; † 13. Juni 2010 in Clarens, Kanton Waadt) war ein Schweizer Journalist und literarischer Übersetzer.

## Leben
Marcel Schwander studierte Politikwissenschaft an der Universität Bern und an der Pariser Sorbonne und promovierte 1956 zum Dr. phil. Er ist Verfasser zahlreicher Bücher, welche die französischsprachige Schweiz und ihre Mentalitäten zum Thema haben.
Ab 1958 war er Chefredaktor der Seeländer Volkszeitung in Biel. Von 1968 bis 1994 war er Korrespondent beim Zürcher Tages-Anzeiger für die Westschweiz, von wo er über politische, gesellschaftliche und sprachliche Begebenheiten berichtete. Während dieser Zeit betätigte er sich auch als literarischer Übersetzer. Dank ihm wurden erstmals Bücher von Jacques Chessex, Catherine Colomb, Georges Haldas oder Alice Rivaz ins Deutsche übertragen.
Marcel Schwander war auch politisch tätig. So gehörte er zwischen 1960 und 1968 für die SP dem Stadtrat von Biel und eine Zeitlang dem Berner Grossen Rat an.

## Werke

### Eigene Bücher (Auswahl)
- Jura. Ärgernis der Schweiz, Pharos Verlag, Basel 1971
- Jura. Konfliktstoff für Jahrzehnte, Benziger, Zürich 1977
- Deutsch & Welsch. Ein Brückenschlag, Zytglogge Verlag, Bern 1991

### Übersetzungen (Auswahl)
- S. Corinna Bille: Schwarze Erdbeeren (fr. La Fraise noire), Benziger, Zürich 1975 und Nagel & Kimche Verlag, Zürich 2012
- Gaston Cherpillod: Gewittereiche (fr. Le Chêne brûlé), Benziger, Zürich 1978, ISBN 3-545-36297-3.
- Jacques Chessex, Leben und Sterben im Waadtland (fr. Portrait des Vaudois), Benziger, Zürich 1974
- Jacques Chessex: Der Kinderfresser (fr. L’Ogre), Benziger, Zürich 1977 und Lenos Verlag, Basel 2004
- Jacques Chessex: Bernsteinfarbene Augen (fr. Les Yeux jaunes), Classen, Zürich 1979 und Lenos Verlag, Basel 2012
- Jacques Chessex: Mona (fr. L’ardent royaume), Benziger, Zürich 1979, und Lenos Verlag, Basel 2005
- Jacques Chessex: Die fünf Sinne (fr. Des cinq sens), Illustrationen von Étienne Delessert. Roth und Sauter, Denges-Lausanne 1983
- Jacques Chessex: Der Verworfene (fr. Jonas), Benziger, Zürich 1989, und Lenos Verlag, Basel 2012 unter dem Titel Jonas
- Catherine Colomb: Tagundnachtgleiche (fr. Les Esprits de la terre), Benziger, Zürich 1978
- Georges Haldas: Altstadtchronik (fr. Chronique de la Rue Saint-Ours), Benziger, Zürich 1977
- Jean-Pierre Monnier: Erleichterung (fr. L’Allégement), Benziger, Zürich 1983
- Henri Debluë: Die schwarzen Kirschen (fr. Les Cerises noires), Editions M, Zürich 1993
- Amélie Plume: Ja Emil ein Leben lang (fr. Oui Emile pour la vie), Zytglogge Verlag, Gümligen 1994
- Amélie Plume: Plumettes Abenteuer (fr. Les Aventures de Plumette et de son premier amant), Zytglogge Verlag, Gümligen 1995
- Alice Rivaz: Bemesst die Zeit (fr. Comptez vos jours) und Der Bienenfriede (fr. La Paix des ruches), Benziger Verlag, Zürich 1975, und Lenos Verlag, Basel 1993 und 2001

## Auszeichnungen
- 1975 Ehrengabe des Kantons Zürich
- 1986 Prix de l’Etat de Berne
- 1986 Internationaler Jugendbuchpreis Tokio
- 1987 Silbermedaille Buchmesse Leipzig
- 1988 Prix du Jura libre
- 1999 Oertli-Preis für den Brückenschlag zwischen den Sprachregionen der Schweiz.[1]
  - Interview zum Preis auf den Seiten von culturactif: Marcel Schwander, homme de deux cultures, reçoit le Prix Oertli, Le Temps (Schweiz), 29. November 1999

## Notizen
1. ↑  Stiftung

| Personendaten    | Personendaten                                     |
| ---------------- | ------------------------------------------------- |
| NAME             | Schwander, Marcel                                 |
| KURZBESCHREIBUNG | Schweizer Journalist und literarischer Übersetzer |
| GEBURTSDATUM     | 30. Dezember 1929                                 |
| GEBURTSORT       | Netstal, Schweiz                                  |
| STERBEDATUM      | 13. Juni 2010                                     |
| STERBEORT        | Clarens VD, Schweiz                               |